# Naturschutzgebiet Im Wiebruch

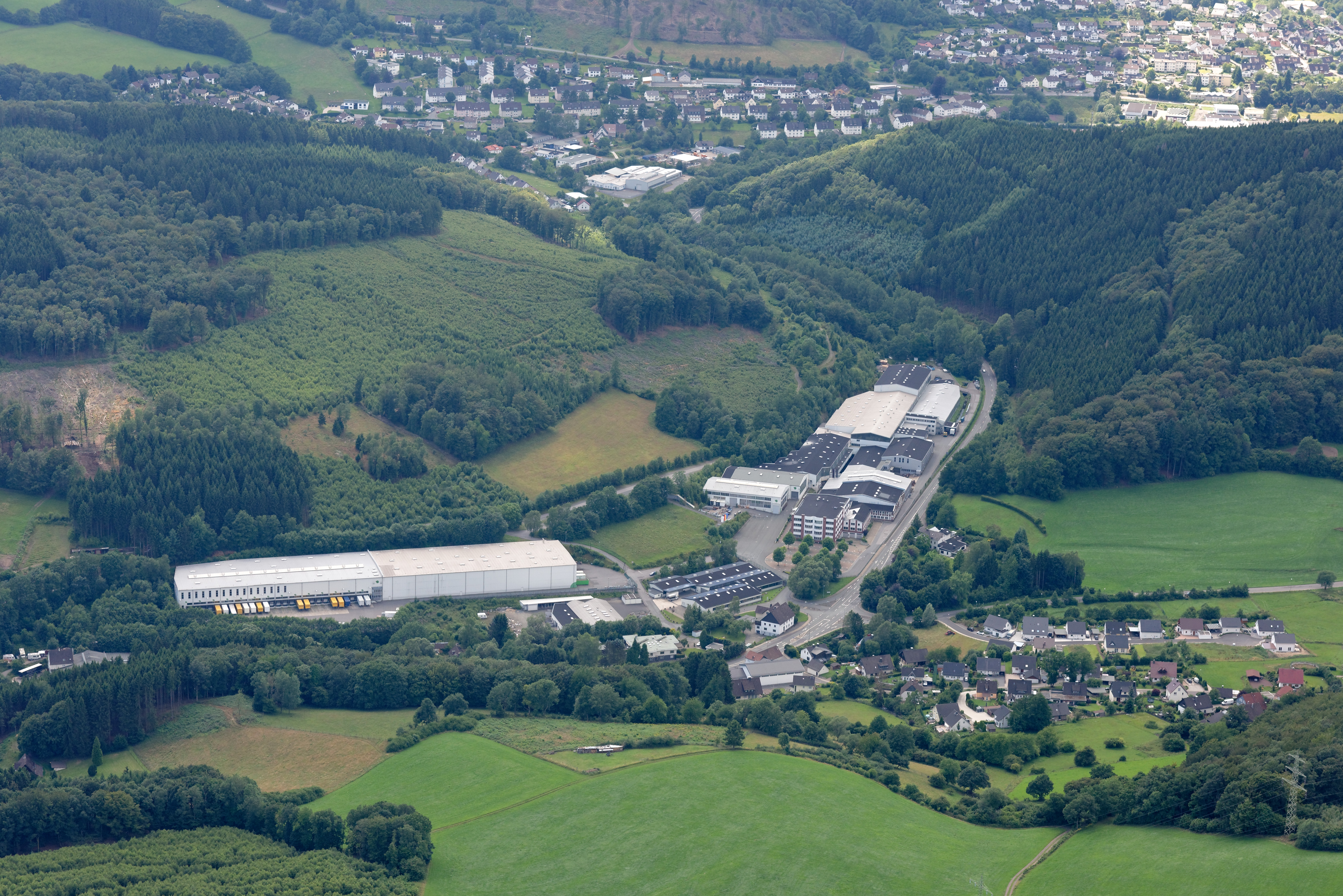
Naturschutzgebiet Im Wiebruch vor der Siedlung Friedlin von Norden

Das Naturschutzgebiet Im Wiebruch mit einer Größe von 3 ha liegt in der Gemeinde Herscheid nördlich der Siedlung Friedlin. Das Naturschutzgebiet (NSG) besteht aus zwei Teilflächen, wobei die westliche deutlich größer ist als die andere. 1998 wurde das NSG vom Märkischen Kreis mit dem Landschaftsplan Nr. 5 Herscheid ausgewiesen.

## Gebietsbeschreibung
Bei dem NSG handelt es sich um hauptsächlich um Grünland, Brachflächen und Wald. Durch das NSG fließt der Friedliner Bach. 

## Schutzzweck
Laut Naturschutzgebiets-Ausweisung wurde das Gebiet zum Naturschutzgebiet ausgewiesen zur Erhaltung, Entwicklung und Wiederherstellung eines  strukturreichen Biotopkomplex mit angepassten Flora und Fauna. Wie bei allen Naturschutzgebieten in Deutschland wurde in der Schutzausweisung darauf hingewiesen, dass das Gebiet „wegen der Seltenheit, besonderen Eigenart und Schönheit des Gebietes“ zum Naturschutzgebiet wurde.